# 埼玉縣

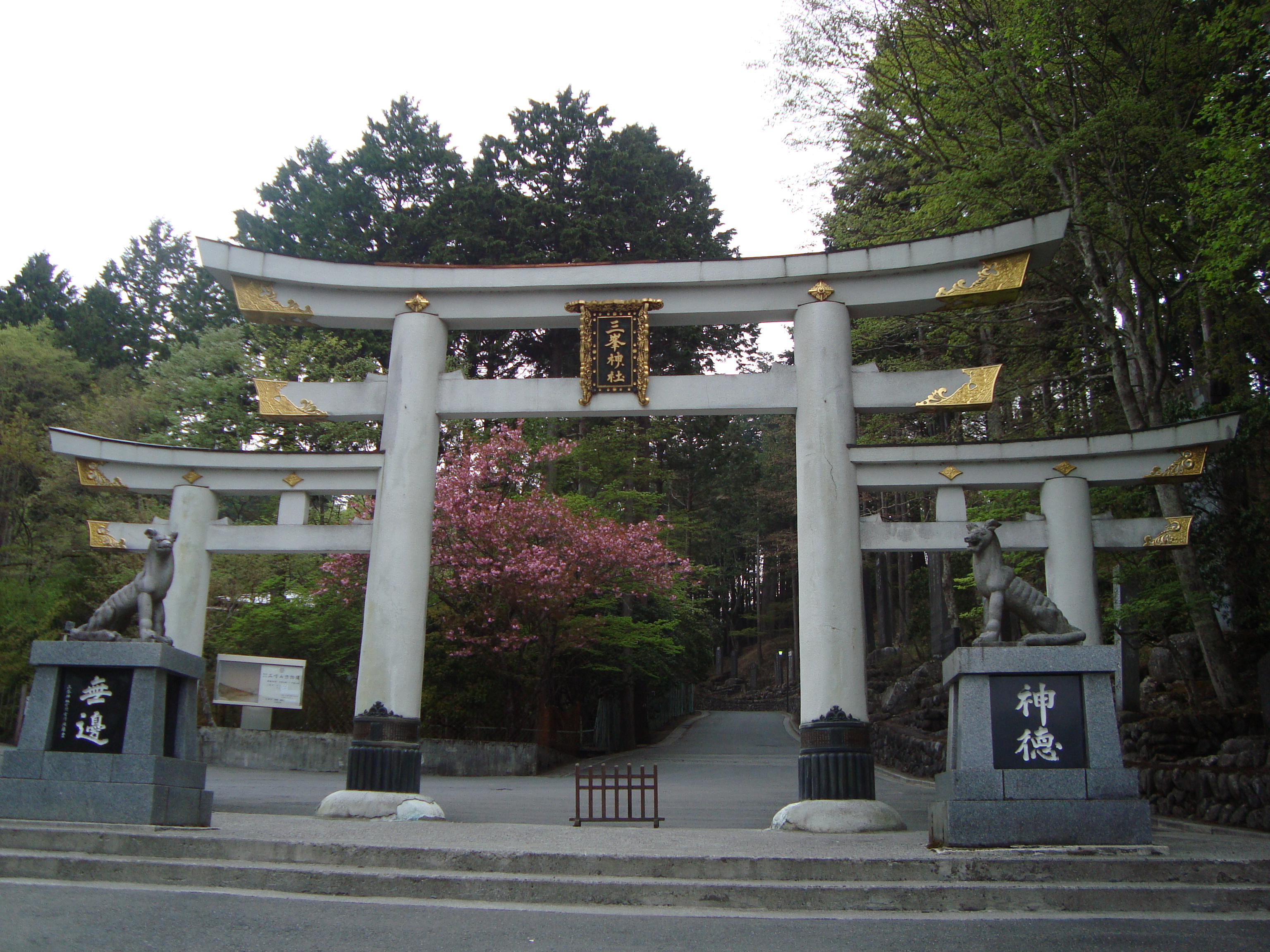
三峯神社

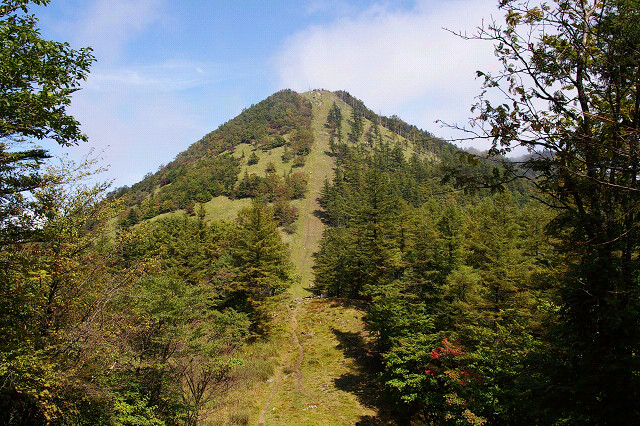
埼玉縣境內之笠取山

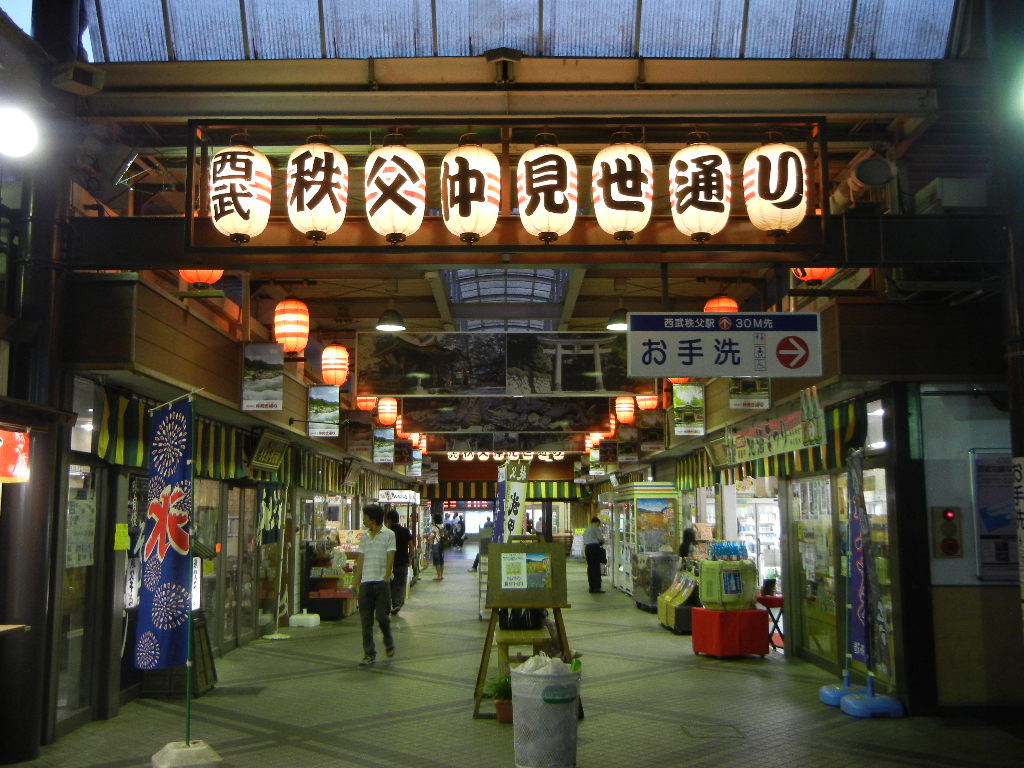
秩父仲見世通

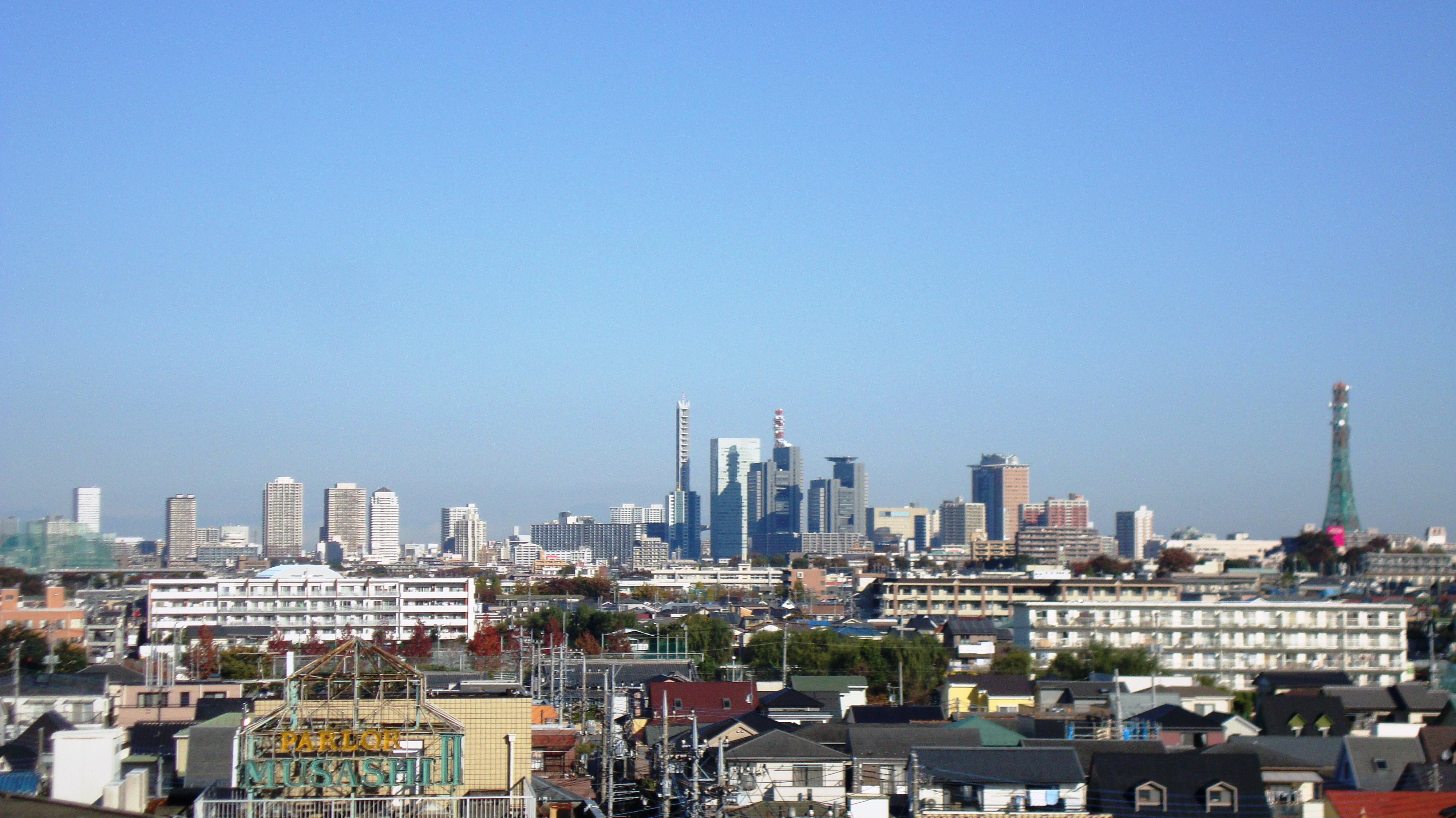
埼玉市中心天際線

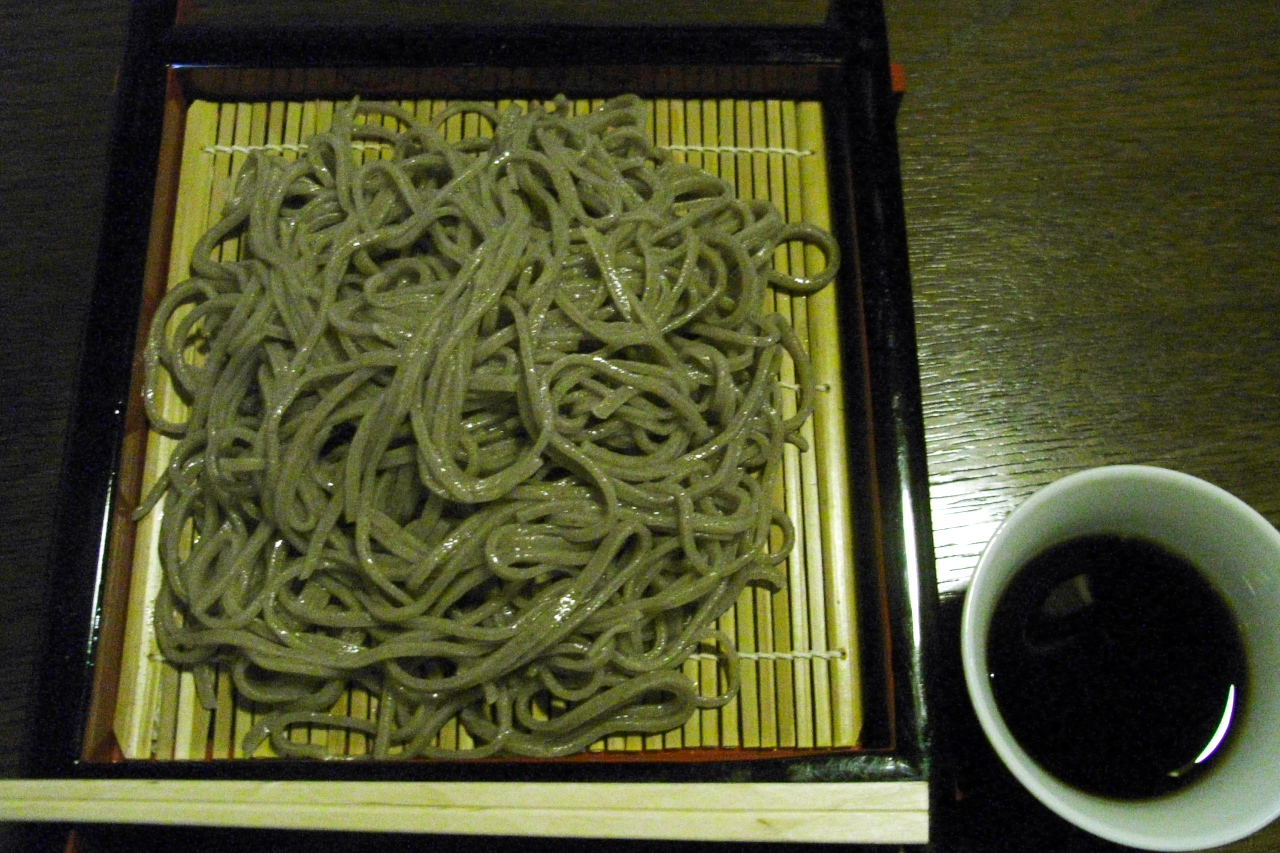
秩父蕎麥麵

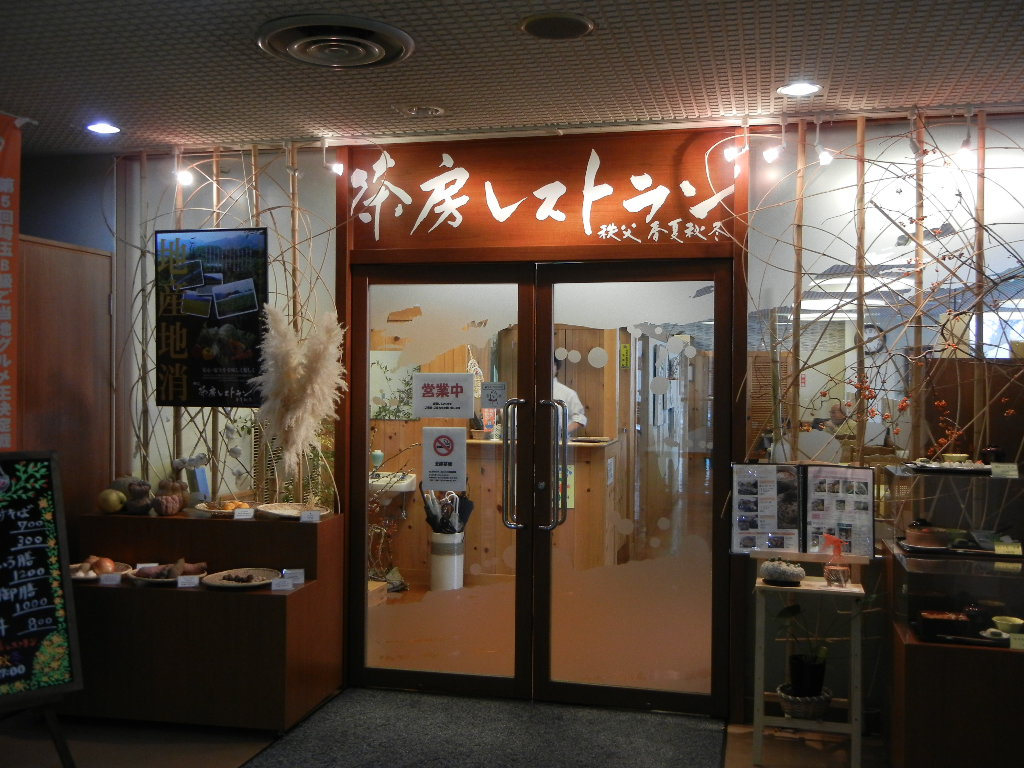
秩父四季茶

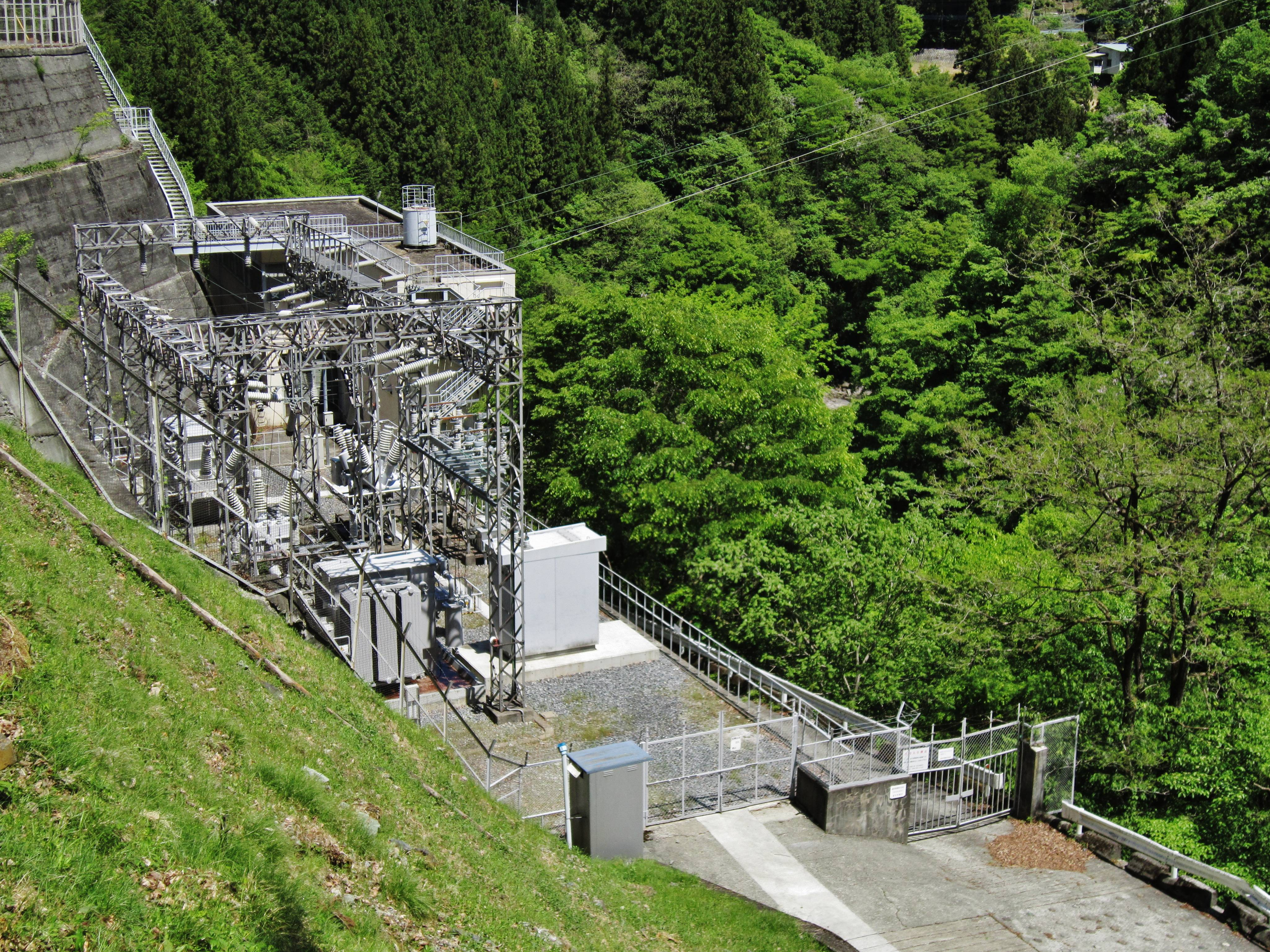
栃本發電廠

埼玉縣（日语：／ Saitama ken */?）是位於日本關東地方中部的一個縣，也是日本8個無海岸線的內陸縣份之一，首府及最大城市為埼玉市。其為日本人口第5多的都道府縣，約有733萬。
埼玉縣為日本首都圈的一部分，縣內大部分城市被視作東京的衛星城市。

## 歷史
埼玉縣古時是一個典型的農業區。長期以來該區的農作物，都是供應予東京。自二次大戰後，隨著東京的經濟發展，經濟活動開始擴大；與此同時交通網絡的改進，埼玉縣的人口在1960年代，已增加了兩倍。今日埼玉廣大地區都有鐵路網絡連接東京市中心，縣內許多城市因著交通之便，發展成為東京都會區的臥城。

## 行政區劃
埼玉縣轄有40個市（含1個政令指定都市）、22個町和1個村，共63個市町村。市的數量有40個為全日本最多，市町村的數量63個則僅次於北海道、長野縣位居日本第三。

### 市
- 埼玉市：西區、北區、大宮區、見沼區、中央區、櫻區、浦和區、南區、綠區、岩槻區
- 其他市部：川越市、熊谷市、川口市、行田市、秩父市、所澤市、飯能市、加須市、本庄市、東松山市、春日部市、狹山市、羽生市、鴻巢市、深谷市、上尾市、草加市、越谷市、蕨市、戶田市、入間市、朝霞市、志木市、和光市、新座市、桶川市、久喜市、北本市、八潮市、富士見市、三鄉市、蓮田市、坂戶市、幸手市、鶴島市、日高市、吉川市、富士見野市、白岡市

### 町村
- 北足立郡：伊奈町
- 入間郡：三芳町、毛呂山町、越生町
- 比企郡：滑川町、嵐山町、小川町、川島町、吉見町、鳩山町、都幾川町
- 兒玉郡：美里町、神川町、上里町
- 秩父郡：橫瀨町、皆野町、長瀞町、小鹿野町、東秩父村
- 大里郡：寄居町
- 南埼玉郡：宮代町
- 北葛飾郡：杉戶町、松伏町

## 交通
縣內擁有最大旅客量、最多鐵路停靠路線的交通樞紐為位於埼玉市大宮區的大宮車站；然而根據JTB出版、交通新聞社、JR官網的記載，縣的代表車站為鄰近埼玉縣廳和埼玉市役所的浦和車站，位於同市浦和區。
- 鐵道
  - 東日本旅客鐵道
    - 東北新幹線
    - 上越新幹線
    - 長野新幹線
    - 山形新幹線
    - 秋田新幹線
    - 宇都宮線（東北本線）
    - 高崎線
    - 湘南新宿線
    - 京濱東北線
    - 埼京線
    - 武藏野線
    - 川越線
    - 八高線

  - 東武鐵道
    - 本線（日语：東武本線）
      - 伊勢崎線（晴空塔線）
      - 野田線（都市公園線）
      - 日光線

    - 東上線
      - 東上本線
      - 越生線

    - 熊谷線（日语：東武熊谷線）（廢線）

  - 西武鐵道
    - 新宿線
    - 安比奈線（日语：西武安比奈線）（廢線）
    - 池袋線
    - 西武秩父線
    - 狹山線
    - 山口線（新交通系統）

  - 首都圈新都市鐵道
    - 筑波快線

  - 埼玉高速鐵道
    - 埼玉高速鐵道線（愛稱：埼玉球場線、地下鐵）

  - 秩父鐵道
    - 本線
    - 三尻線
    - 三峰山纜車（日语：三峰ロープウェイ）（廢線）

  - 埼玉新都市交通
    - 伊奈線（New Shuttle）

  - 寶登興業
    - 寶登山纜車
- 巴士
  - 東武鐵道集團
    - 東武巴士中央（日语：東武バス#東武バスセントラル）
    - 東武巴士西（日语：東武バス#東武バスウエスト）
    - 朝日自動車（日语：朝日自動車）
    - 茨城急行自動車（日语：茨城急行自動車）
    - 川越觀光自動車（日语：川越観光自動車）
    - 國際十王交通（日语：国際十王交通）

  - 國際興業巴士（日语：国際興業バス）
  - 西武巴士
  - 京成巴士
  - 武藏觀光巴士（代替巴士）
  - 鷹巴士（日语：イーグルバス）
  - Japantaro's（日语：ジャパンタローズ）
  - MySky交通（日语：マイスカイ交通）
  - 丸建自動車（日语：丸建自動車）
- 道路
  - 高速道路
    - 首都高速道路
    - 圈央道（國道468號）
    - 東京外環自動車道
    - 東北自動車道
    - 關越自動車道
    - 常磐自動車道

  - 一般國道
    - 國道4號
    - 國道16號
    - 國道17號
    - 國道122號
    - 國道125號
    - 國道140號
    - 國道254號
    - 國道298號（日语：国道298号）
    - 國道299號（日语：国道298号）
    - 國道354號
    - 國道407號（日语：国道407号）
    - 國道462號（日语：国道462号）
    - 國道463號
- 縣道
  - 埼玉縣縣道一覽（日语：埼玉県の県道一覧）

## 特產

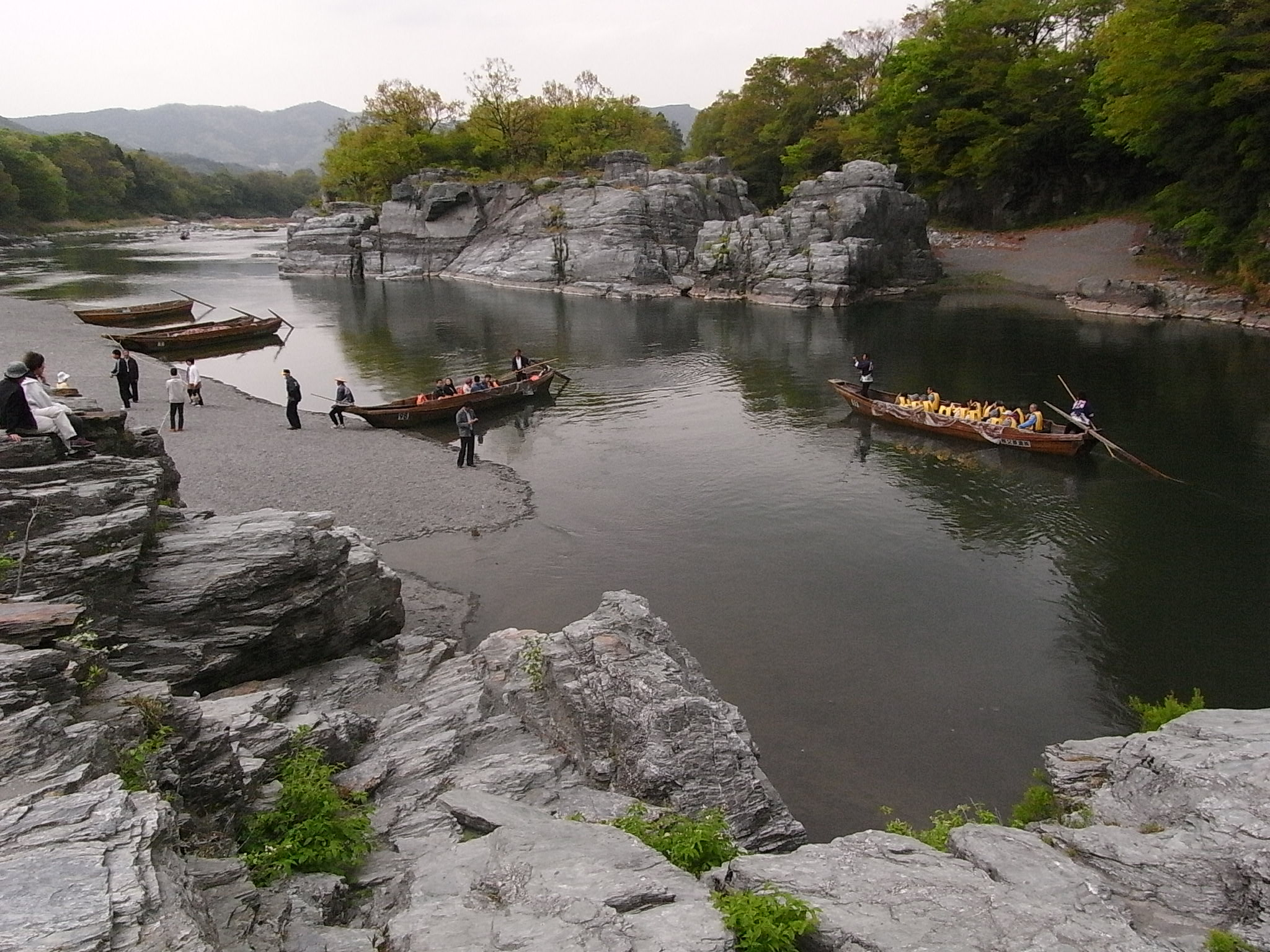
長瀞町
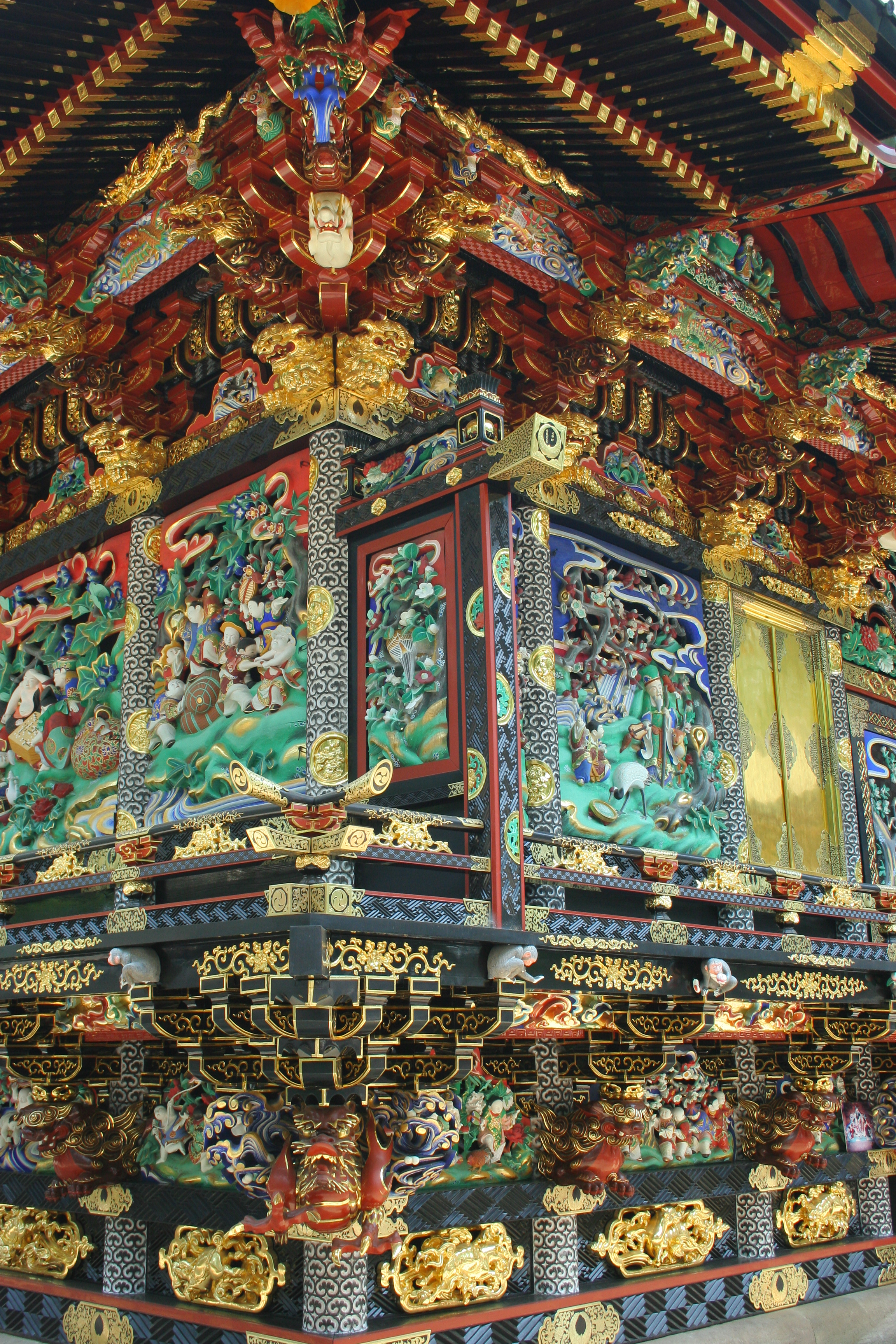
歡喜院 (熊谷市)
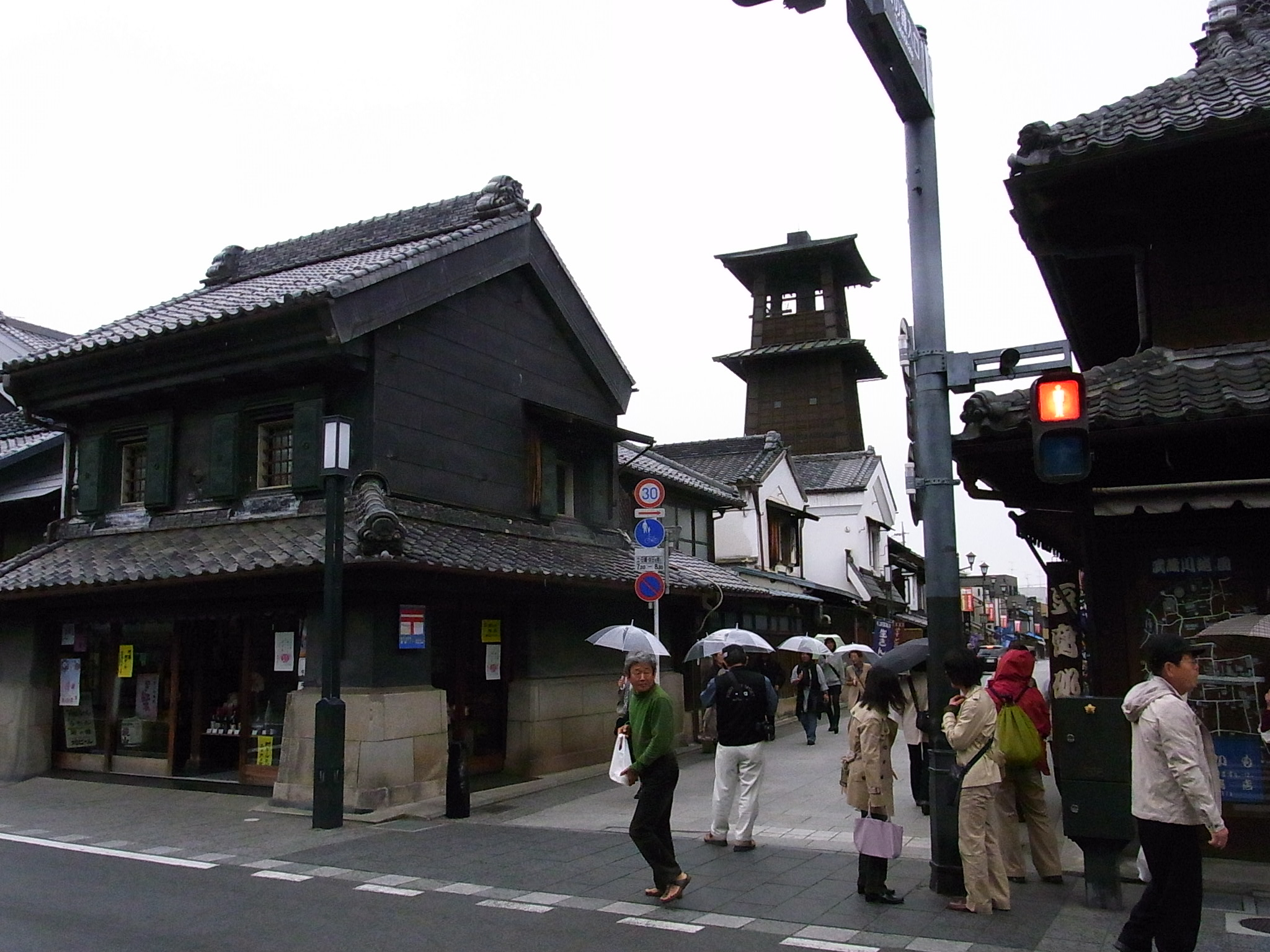
川越市
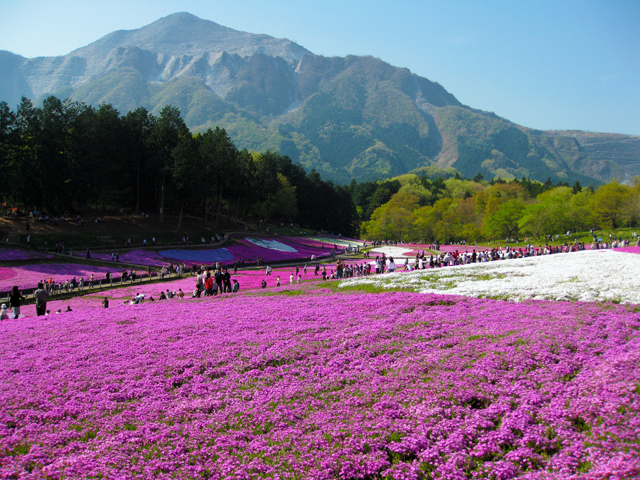
羊山公園
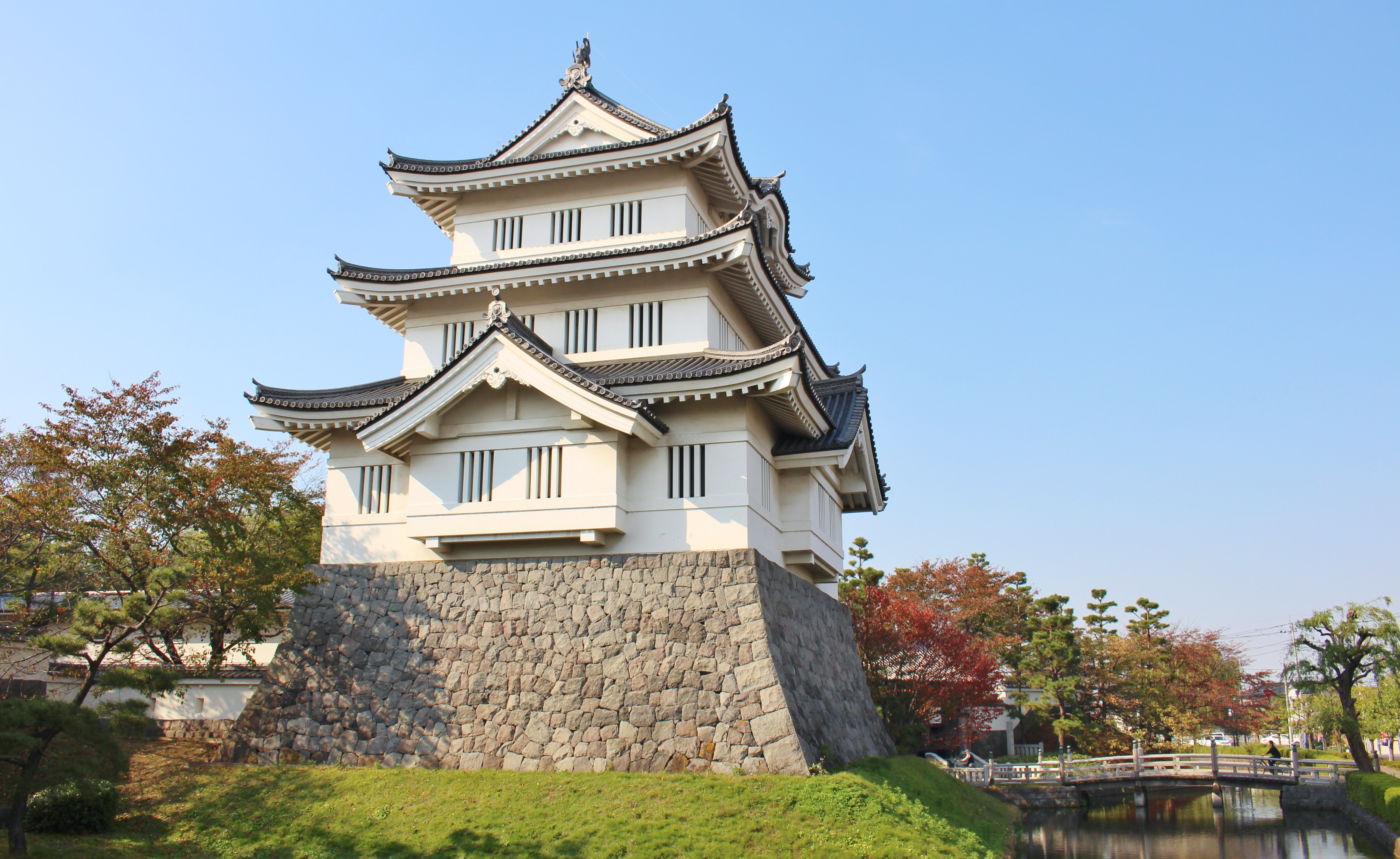
忍城

| 水果・蔬菜     | 水果・蔬菜                     |
| -------------- | ------------------------------ |
| 茶             | 狭山茶有名。                   |
| 鄉土料理       |                                |
| 鯰料理         | 川魚料理。                     |
| 焼き鳥         | 東松山市的烤雞肉串。           |
| 手打ちうどん   | 手打烏龍麵。總願寺（加須市）。 |
| 蕎麥麵         | 秩父市荒川村是蕎麥產地。       |
| 草加煎餅       | 有名的草加名物。               |
| 塩あんびん     | 鹽味入餡的大福。               |
| 工藝品・民藝品 |                                |
| 江戶木目込人形 | 國家指定的傳統工藝品。         |
| 春日部桐箪笥   | 國家指定的傳統工藝品。         |
| 參考資料：     |                                |

- 長瀞町
- 歡喜院 (熊谷市)
- 川越市
- 羊山公園
- 忍城

## 註解
1. ↑  參見: 日本县份人口表
2. ↑  . 日本の名物特産品・特産物.   [2010-08-22]. （原始内容存档于2021-02-13）.

## 外部連結
- 埼玉縣官方網站 （页面存档备份，存于） （日語）（英文）（简体中文）（西班牙文）（葡萄牙文）
- 埼玉县物产观光协会 （页面存档备份，存于）（简体中文）